# Ixhuatlán del Café
Ixhuatlán del Café är en kommun i Mexiko.   Den ligger i delstaten Veracruz, i den sydöstra delen av landet, 230 km öster om huvudstaden Mexico City. Antalet invånare är 19 404. Arean är 134 kvadratkilometer.
Terrängen i Ixhuatlán del Café är kuperad åt nordväst, men åt sydost är den bergig.
Följande samhällen finns i Ixhuatlán del Café:
- Presidio
- Ixcatla
- Álvaro Obregón
- Ejido los Naranjos
- Plan de Ayala
- Moctezuma
- Nevería
- El Crucero de Zapata